# Passage (Den Haag)
De Passage in Den Haag is het oudste nog bestaande winkelcentrum van Nederland. Het werd in 1885 in gebruik genomen door de N.V. 's-Gravenhaagsche Passage Maatschappij, die mede werd gesticht door de bekende Hagenaar Petrus Josephus de Sonnaville (1830-1925), tevens een van de oprichters van het Kurhaus in Scheveningen.
De oorspronkelijke passage uit 1885 loopt van de Spuistraat naar het Buitenhof. Het oudste gedeelte (de Spuistraat- en Buitenhof-arm) is gebouwd naar een ontwerp van de architecten Herman Wesstra jr. en J.C. van Wijk, dat door de Belgische architect Henri Rieck sterk vereenvoudigd werd.  Het is gebouwd volgens een internationale georiënteerde neorenaissancestijl.
In 1929 is de derde arm naar de Hofweg toegevoegd aan het wandelgebied.  Het ontwerp in expressionistische stijl was van Jos. Duijnstee.
In de eerste helft van de 20e eeuw fungeerde de Passage ook als een plek waar homoseksuele mannen onopvallend met elkaar in contact konden komen door zogenaamd winkelend oogcontact te maken om vervolgens naar een nabij gelegeen urinoir te gaan. In de jaren dertig kwamen in de omgeving van de Passage ook enkele cafés waar homoseksueel publiek terecht kon.

## Restauratie

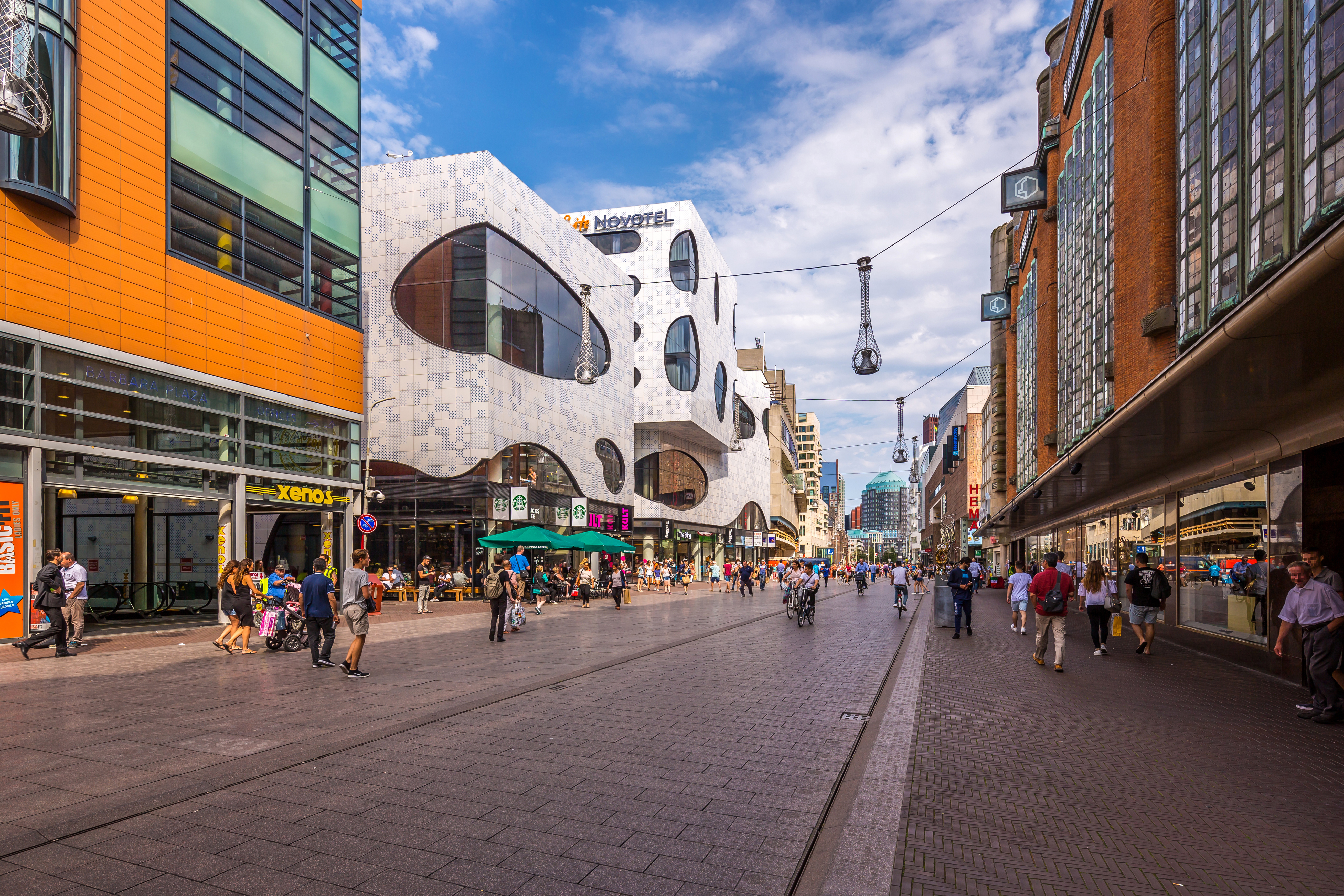
Entree aan de Grote Marktstraat in 2016.

In 2007 kwam er een einde aan een grondige restauratie van de Passage, uitgevoerd naar ontwerp en onder begeleiding van Kentie & Partners Architekten. Gevels werden weer in de oorspronkelijke staat teruggebracht, de marmeren vloer werd door Italiaanse vaklui hersteld. Sommige oude winkels zijn gebleven, zoals de postzegelhandelaar en Akkerman, de vulpenspeciaalzaak.
Nieuwe winkels werden aangetrokken, zoals Verwijs (later Selexyz Verwijs), die op de rotonde een boekhandel op drie verdiepingen had, totaal 1.750m². In 2014 heeft Apple hier zijn derde Apple Store in Nederland geopend, dit werd mogelijk gemaakt door de overname van Selexyz door De Slegte. De hieruit voortgekomen winkel verhuisde uit de Passage naar het pand van De Slegte in de Spuistraat. Sinds 10 mei 2007 is Oldenhof ook in de Passage. De winkel kreeg achterin een stuk erbij tot aan de Kettingstraat en heeft nu 800m². Hun achteretalage ligt gedeeltelijk achter de Baljurk.
In 2017 werd het glazen dak vervangen.
Voor de restauratie waren de woningen boven de winkels veelal leeg, daarom is besloten de eerste verdieping bij de Passage te betrekken. Enkele nieuwe bruggen maken het mogelijk op die hoogte van de ene kant naar de andere kant over te steken.
In 2008 won de Passage de jaarprijs van de Nederlandse Raad van Winkelcentra. De jury benadrukte de goede samenwerking tussen de winkeliers, projectontwikkelaar Provast en Monumentenzorg.

## Nieuwe Haagse Passage
In het verlengde van een poot van de oude Haagse Passage bevindt zich de Nieuwe Haagse Passage tussen de Spuistraat en de Grote Marktstraat, ter hoogte van een entree van de huidige Passage. Het nieuwe deel is ontworpen door Bernard Tschumi en heeft, net als het oude deel, een glazen dak. Voorheen was op deze plaats onder andere een winkelpand met een vestiging van Marks & Spencer. Daarvoor was het in gebruik door V&D maar oorspronkelijk is het gebouwd voor de Grand Bazar de la Paix in 1906.

## Trivia
- De Passage is een rijksmonument.[7]
- De gerestaureerde Passage is in 2007 genomineerd voor de Nieuwe Stad Prijs.
- In 2020 werd het 135-jarig bestaan wegens het coronavirus op bescheiden wijze gevierd.